# Olbia Challenger 2004
L'Olbia Challenger 2004 è stato un torneo di tennis facente parte della categoria ATP Challenger Series nell'ambito dell'ATP Challenger Series 2004. Il torneo si è giocato a Olbia in Italia dal 12 al 18 aprile 2004 su campi in terra rossa.

## Vincitori

### Singolare
Stefano Pescosolido ha battuto in finale  Daniel Köllerer con il punteggio di 6–1, 6–2

### Doppio
Daniele Bracciali /  Giorgio Galimberti hanno battuto in finale  Hermes Gamonal /  Ignacio Gonzalez-King con il punteggio di 6–3, 6–4